# 日本道路建設業協会
一般社団法人日本道路建設業協会（にほんどうろけんせつぎょうきょうかい、Japan Road Contractors Association）は、道路建設に関わる企業で構成されている業界団体。略称「道建協」「JRCA」。

## 概要
- 所在地：東京都中央区八丁堀２－１２－７　ユニデン八丁堀ビル８Ｆ
- 設立：1945年（昭和20年）
- 会員：221社
- 支部：10支部

## 自民党との癒着
自民道路族に2375万円もの献金していることが明らかになっている。